# Alina Rotaru
Alina Rotaru (née le 5 juin 1993 à Bucarest) est une athlète roumaine, spécialiste du saut en longueur.

## Biographie
Le 19 mars 2016, Rotaru termine 10e lors des championnats du monde en salle de Portland avec une marque de 6,45 m.
Le 24 août 2017, elle remporte la médaille d'or de l'Universiade de Taipei avec 6,65 m.
Elle s'entraine en Allemagne à Stuttgart. Elle parle couramment le roumain et l'allemand.

## Palmarès
| Date | Compétition                       | Lieu       | Résultat | Épreuve  | Marque |
| ---- | --------------------------------- | ---------- | -------- | -------- | ------ |
| 2009 | Championnats du monde cadets      | Bressanone | 2e       | Longueur | 6,09 m |
| 2010 | Jeux olympiques de la jeunesse    | Singapour  | 2e       | Longueur | 6,38 m |
| 2011 | Championnats d'Europe juniors     | Tallinn    | 2e       | Longueur | 6,36 m |
| 2013 | Jeux de la Francophonie           | Nice       | 4e       | Longueur | 6,57 m |
| 2014 | Championnats d'Europe par équipes | Tallinn    | 1re      | Longueur | 6,62 m |
| 2014 | Championnats des Balkans          | Pitești    | 1re      | Longueur | 6,72 m |
| 2014 | Championnats d'Europe             | Zurich     | 7e       | Longueur | 6,55 m |
| 2015 | Championnats d'Europe en salle    | Prague     | 4e       | Longueur | 6,74 m |
| 2015 | Championnats d'Europe espoirs     | Tallinn    | 3e       | Longueur | 6,69 m |
| 2015 | Jeux mondiaux militaires          | Mungyeong  | 3e       | Hauteur  | 1,80 m |
| 2015 | Jeux mondiaux militaires          | Mungyeong  | 3e       | Longueur | 6,33 m |
| 2016 | Championnats du monde en salle    | Portland   | 9e       | Longueur | 6,45 m |
| 2017 | Championnats du monde             | Londres    | 12e      | Longueur | 6,46 m |
| 2017 | Universiade                       | Taipei     | 1re      | Longueur | 6,65 m |
| 2018 | Championnats du monde en salle    | Birmingham | 9e       | Longueur | 6,41 m |
| 2019 | Championnats d'Europe en salle    | Glasgow    | 5e       | Longueur | 6,64 m |
| 2019 | Championnats du monde             | Doha       | 6e       | Longueur | 6,71 m |
| 2022 | Championnats d'Europe             | Munich     | 11e      | Longueur | 6,26 m |
| 2023 | Championnats du monde             | Budapest   | 3e       | Longueur | 6,88 m |
| 2024 | Championnats du monde en salle    | Glasgow    | 8e       | Longueur | 6,46 m |
| 2024 | Jeux olympiques                   | Paris      | 7e       | Longueur | 6,67 m |

## Records
| Épreuve          | Épreuve   | Marque | Lieu       | Date            |
| ---------------- | --------- | ------ | ---------- | --------------- |
| Saut en longueur | Plein air | 6,96 m | Inneringen | 30 juillet 2023 |
| Saut en longueur | En salle  | 6,74 m | Prague     | 7 mars 2015     |